# Granat (udde i Antarktis)
Granat är en udde i Antarktis. Den ligger i Östantarktis. Australien gör anspråk på området.
Terrängen inåt land är kuperad åt sydost, men åt sydväst är den platt. Havet är nära Granat åt nordväst.  Trakten är obefolkad. Det finns inga samhällen i närheten. 